# Carl Aspegrens pipbruk

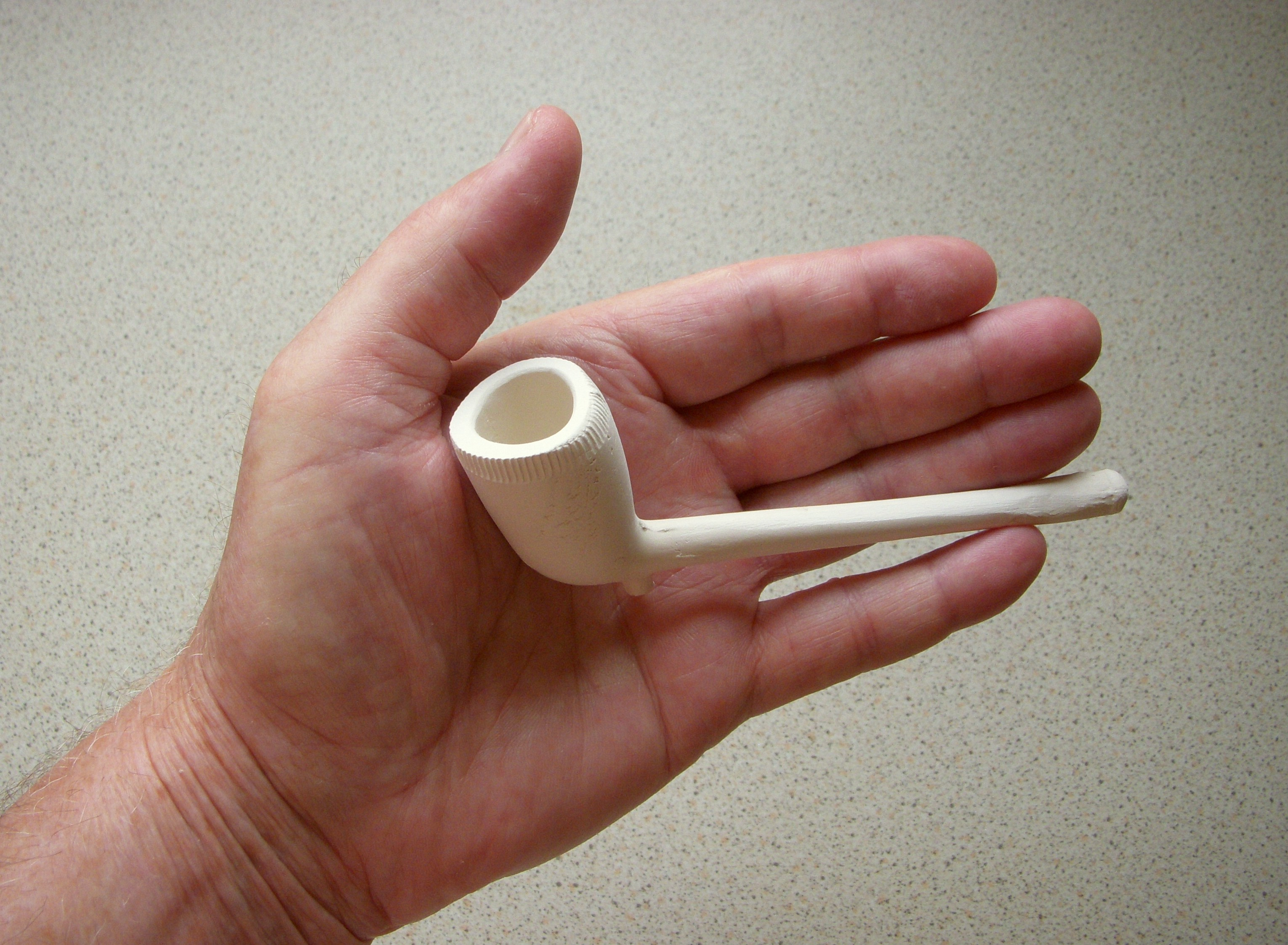
1800-tals kritpipa nytillverkad på Tobaks- och tändsticksmuseum på Skansen.

Carl Aspegrens pipbruk var en fabrik för tillverkning av kritpipor eller lerpipor. Bruket låg på Kungsholmen i Stockholm, tilldelades privilegier år 1708 och var verksamt från 1710 till 1742. Det var landets första privilegierade pipbruk.
Enstaka försök med tillverkning av kritpipor hade pågått sedan 1600-talet men det var först med handlanden Carl Aspegrens privilegium som en storskalig produktion kom igång. År 1739 övertogs verksamheten av hans son Olof Aspegren och Olof Forsberg. De båda etablerade även ett pipbruk på Södermalm vid Heleneborg. År 1742 startade Olof Forsberg ett eget pipbruk på Södermalm medan Olof Aspegren byggde ett nytt vid Kungsholmsbron. Olof Aspegrens bruk övertogs 1758 av hans änka och 1768 av handlanden C. F. Wallström innan det lades ned.